# Flammschutzhaube

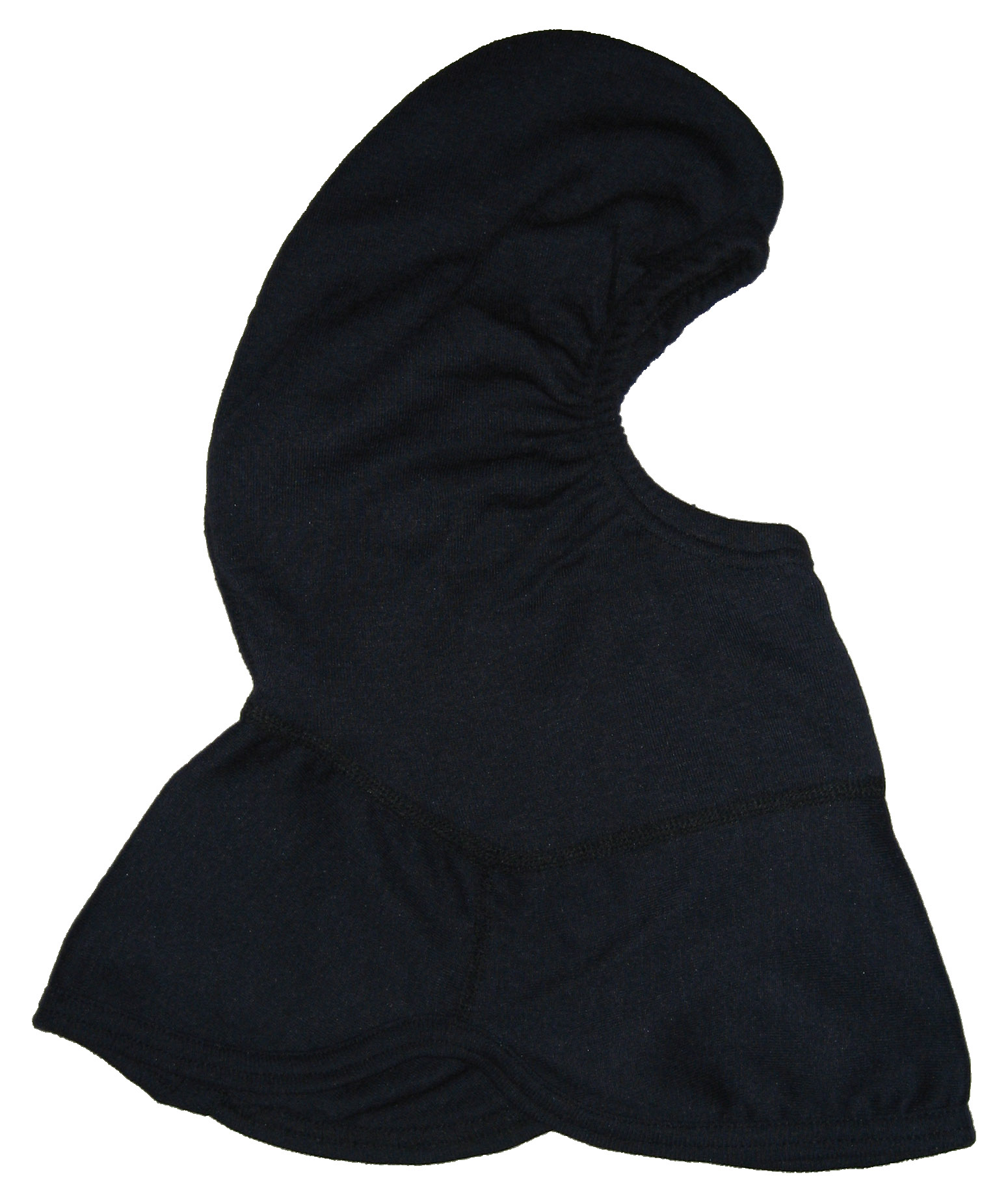
Gängiges Modell einer Flammschutzhaube aus Nomex

Die Flammschutzhaube (auch Feuerschutzhaube) ist ein Teil der erweiterten persönliche Ausrüstung von Feuerwehrangehörigen für den Brandeinsatz unter Atemschutz und wird unter dem Feuerwehrhelm, jedoch über der Atemschutzmaske getragen. Sie ist aus feuerfesten und hitzebeständigen Textilfasern (z. B. Kevlar, Kermel HTA oder Nomex) gefertigt und soll die Einsatzkräfte der Feuerwehr vor Verbrennungen im Bereich des Halses, Nackens und der Ohren schützen.
Für die Flammschutzhaube besteht die vom Europäischen Komitee für Normung in Kraft gesetzte gültige Norm EN 13911:2017, die in zahlreichen Ländern auch deren nationalen Normen entsprechen. Flammschutzhauben sind in der Regel mindestens zweilagig.

## Einsatzgrenzen
Ihr Einsatz wird von einigen Feuerwehrangehörigen infrage gestellt, da die Flammschutzhaube den Körper vollkommen von der Umgebung isoliert und kein Wärmefenster mehr bestehen bleibt, man also die umgebende Hitze nicht spüren könne. Das Schaffen eines solchen Wärmefensters, auch „Wärmeschutz-Lücke“ genannt, ist jedoch gefährlich und wird grundsätzlich abgelehnt. Zudem widerspricht diese Arbeitsweise geltendem europäischem Recht (Richtlinie 89/686/EWG).

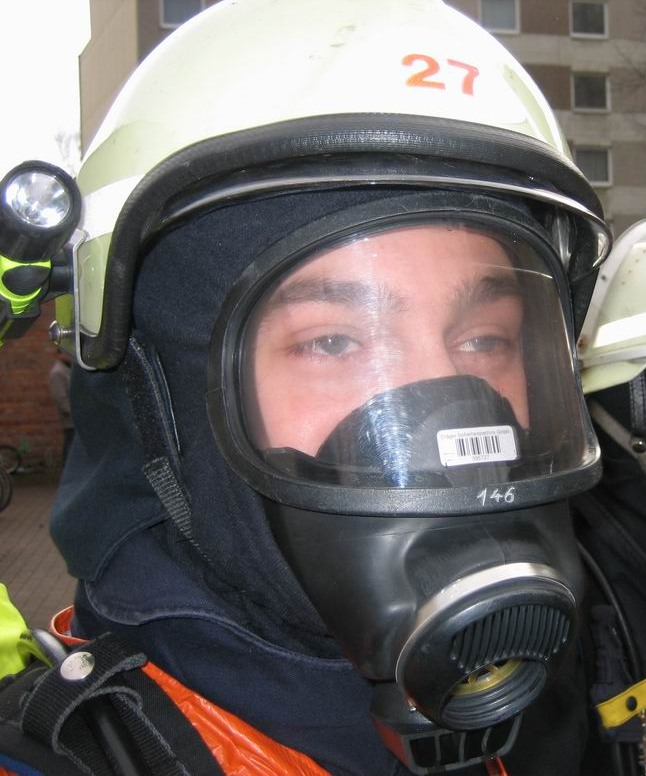
Getragen wird die Haube über dem Atemanschluss unter dem Feuerwehrhelm

Ein tatsächliches Problem ist dagegen, dass sie für Wasserdampf durchlässig ist. Wenn also bei Löschmaßnahmen größere Mengen von Wasserdampf frei werden, können diese die Haube durchdringen und zu einem raschen Temperaturanstieg mit Verbrühungen auf der Haut führen. Durch die übliche geduckte Vorgehensweise im Seitenkriechgang wird heißer Wasserdampf jedoch in der Brandrauchschicht über den Einsatzkräften abgeführt.
Grundsätzlich sollte bedacht werden, dass Flammschutzhauben als einzige Schutzausrüstung im Falle eines Flashovers oder Backdrafts den Gesichts- und Nackenbereich von Einsatzkräften schützen können.